# Назарбеков Озодбек Ахмадович
Озодбек Ахмадович Назарбеков (нар. 7 травня 1974, Шахрихан, СРСР) — радянський та узбецький співак. Народний артист Узбекистану (2010).
| Гітара | Це незавершена стаття про співака. Ви можете допомогти проєкту, виправивши або дописавши її. |